# Petrogale sharmani
Petrogale sharmani — вид родини Кенгурових. Етимологія: вид названо на честь Джефрі Брюса Шармана (англ. Geofrey Bruce Sharman, b1925 ), знаного австралійського теріолога. 

## Опис
Ендемік хребтів Сівью і Коан, що на північному сході штату Квінсленд, Австралія. Трапляється серед виходів скельних порід, нагромаджень валунів, ущелин, скелястих схилів. Вага 3.7 кг. 

## Загрози та охорона
Зараз чисельність виду стабільна, але конкуренція з боку введених домашніх і диких травоїдних тварин може зробитись загрозою. Вид присутній в природоохоронних територіях (наприклад, гора Зеро).